# ماته بیلیچ
ماته بیلیچ (کرواتی: Mate Bilić; زادهٔ ۲۳ اکتبر ۱۹۸۰) بازیکن فوتبال اهل کرواسی است. از باشگاه‌هایی که در آن بازی کرده‌است می‌توان به باشگاه فوتبال آلمریا، اسپورتینگ گیخون، باشگاه فوتبال رئال ساراگوسا، هایدوک اسپلیت، کوردوبا و باشگاه فوتبال راپید وین اشاره کرد. وی همچنین در تیم ملی فوتبال کرواسی بازی کرده است.